# Helen Ferguson
Helen Ferguson (23 de julho de 1901 — 14 de março de 1977) foi uma atriz de cinema e de teatro estadunidense, da era do cinema mudo. Ela atuou em 62 filmes entre 1914 e 1934, e posteriormente deixou a carreira de atriz e se tornou publicitária.

## Biografia
Nascida em Decatur, Illinois em 1901, graduou-se pela Nicholas High School, de Chicago e pela Academy of Fine Arts. Ferguson foi uma repórter jornalística antes de ingressar na carreira cinematográfica.

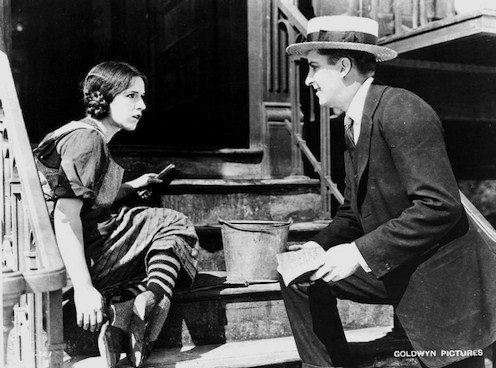
Helen Ferguson ao lado de Bryant Washburn em cena de “Hungry Heats”, em 1922.

Acredita-se que tenha estreado no cinema aos 13 anos, em 1914, embora seu primeiro crédito gravado tenha sido em 1917, numa comédia ao lado de Max Linder, Max Wants a Divorce.[carece de fontes?] Em 1915 atuou em The Tempter, primeiro filme de Henry B. Walthall para a Essanay Studios, num papel não creditado. Samuel Goldwyn a levou para Nova Iorque em 1919, para atuar em Going Some, e Helen passou a trabalhar para as companhias cinematográficas da costa leste.
Atuou ao lado de Hoot Gibson e Harry Carey, e estrelou filmes para a Fox Film Corporation em 1920, especialmente ao lado de Buck Jones. Sua carreira realmente se estabeleceu com filmes como Hungry Hearts (1922), para Samuel Goldwyn. Ela atuava principalmente em Westerns, comédias e seriados, e foi selecionada como uma das WAMPAS Baby Stars em 1922. “The WAMPAS Baby Stars” foi uma campanha promocional, patrocinada pela United States Western Association of Motion Picture Advertisers, uma associação de anunciantes de cinema, que homenageava treze (quatorze em 1932) jovens mulheres a cada ano, as quais eles acreditavam estarem no limiar do estrelato cinematográfico. Elas foram selecionadas a partir de 1922, até 1934, e eram premiadas anualmente e homenageadas em uma festa chamada WAMPAS Frolic.
Helen casou-se com o ator William Russell em 1925, porém ele morreu de pneumonia em 1929. No ano seguinte, casou-se com o rico banqueiro Richard L. Hargreaves. Após o segundo casamento, ela deixou os filmes para se dedicar ao teatro, embora tenha alcançado pouco sucesso nesse meio.
Em 1934, atuou em seu último filme, Kid Millions (no Brasil, “Abafando a Banca”), em um pequeno papel não creditado.[carece de fontes?]

## Carreira no teatro

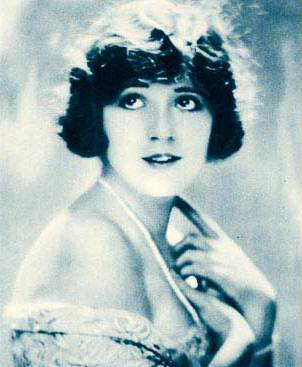
Foto publicitária de Helen Ferguson na Stars of the Photoplay.

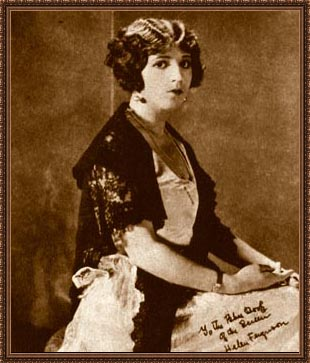
Helen Ferguson fotografada no The Blue Book of the Screen, de Ruth Wing.

Ferguson atuou na peça Street Scene, um drama musical, entre 9 de janeiro e 17 de maio de 1947, no papel de Grace Davis. Entre março e novembro de 1953, atuou na ópera Porgy and Bess. E em 1963, atuou na peça Tambourines to Glory.[carece de fontes?]

## Publicidade
Em 1933, deixou o teatro para se dedicar ao trabalho publicitário, tornando-se muito bem sucedida e com grande poder em Hollywood, pois foi representante de grandes estrelas como Henry Fonda, Barbara Stanwyck e Robert Taylor, entre outros. Ferguson representou a atriz Loretta Young por mais de dezenove anos.
Em 1941, seu segundo marido morreu. Ferguson se retirou do mercado publicitário em 1967.

## Falecimento
Ferguson morreu em Clearwater, Flórida em 1977, aos 75 anos, sendo sepultada no Forest Lawn Glendale, em Glendale, Califórnia.
A atriz tem uma estrela na Calçada da Fama, por sua contribuição para o cinema, no 6153 Hollywood Blvd.

## Filmografia parcial
- The End of the Road (1919)
- Just Pals (1920)
- The Freeze-Out (1921)
- Miss Lulu Bett (1921)
- Hungry Hearts (1922)
- The Famous Mrs. Fair (1923)
- Double Dealing (1923)
- The Scarlet West (1925)
- Wild West (seriado, 1925)
- Casey of the Coast Guard (seriado, 1926)
- The Fire Fighters (1927)
- In Old California (1929)